# Ханзинг, Эрнст Гюнтер
Эрнст Гюнтер Ханзинг (нем. Ernst Günter Hansing; 15 июня 1929, Киль — 31 января 2011) — немецкий художник.

## Жизнь и творчество
В 1951 году начинает обучение художественному мастерству в ателье Фернана Леже в Париже, находится длительное время под сильным влиянием стиля этого мастера. С 1958 года Ханзинг обращается к портретному искусству и создаёт портреты Ханса Хенни Янна (1958), Конрада Аденауэра (1963), кардинала Йозефа Фрингса (1964), Шарля де Голля (1969), пап Павла VI (1970) и Иоанна Павла II, Матери Терезы, президента ФРГ Вальтера Шееля, канцлеров Вилли Брандта, Людвига Эрхарда, Гельмута Коля, кинорежиссёра Дэвида Лина, Марка Шагала, Франсуа Миттерана, скрипачки Анне-Софи Муттер и других.
Кроме этого, Ханзинг пишет целую серию абстрактных картин (например, «Планета и крест») и работает над созданием церковных витражей, позволяющим дать высокую оценку его владению религиозной художественностью.

## Награды
- Большой приз города Нью-Йорк в категории «Портрет»
- Художественная премия земли Шлезвиг-Гольштейн (ФРГ)
- Почётный профессор искусств университета г. Кёльн
- Командорский Крест Ордена св. Григория
- Крест за Заслуги 1-го класса (ФРГ)

## Выставки
Выставки художника проходили в следующих городах: Берлин, Рим, Париж, Нью-Йорк, Гамбург, Кёльн, Монте-Карло, Флоренция, Базель, Бонн, Констанц, Киль, Шлезвиг, Ганновер, Фленсбург и др.